# Turonen (Neonazi-Organisation)
Die Turonen (Alternativbezeichnungen Bruderschaft Thüringen und Bruderschaft Turonen) sind eine rechtsextreme, neonazistische Gruppe aus Thüringen, die auch im Bereich der organisierten Kriminalität aktiv ist. Das Hauptquartier der Gruppe befand sich bis 2021 im Nessetaler Ortsteil Ballstädt. Die Gruppe orientiert sich organisatorisch wie optisch an Rockergangs und verfügt mit der Garde 20 (die Ziffer 20 steht für das T, den 20. Buchstaben des Alphabets) über einen eigenen Supporter-Club. Sie ist bestens vernetzt mit rechtsextremen militanten Strukturen "Blood & Honour" und "Hammerskins"

## Geschichte
Die Turonen waren unter anderem in der Rechtsrock-Szene aktiv. So betreibt sie mehrere einschlägige Plattenlabels und veranstaltet Rechtsrock-Konzerte. Dadurch generierten sie Geld, das u. a. in die neonazistische Szene floss. Des Weiteren dominierte die Gruppe regional den Drogen- und Waffenhandel. Auch betrieb sie ein Bordell in Gotha.
2014 verübte die Gruppe einen gewalttätigen Angriff auf eine Kirmesgesellschaft in Ballstädt. Dabei wurden 10 Personen zum Teil schwer verletzt.

## Ermittlungen und Anklagen
Die der organisierten Kriminalität zugerechneten Aktivitäten der Gruppe führten im Februar 2021 nach durch das thüringische Landesamt für Verfassungsschutz bereitgestellten Informationen zu einer großangelegten Razzia unter Federführung des Landeskriminalamtes Thüringen und der Staatsanwaltschaft Gera. Dabei wurden 27 Objekte in drei Bundesländern durchsucht sowie acht Haftbefehle vollstreckt. Bei der Razzia wurden unter anderem ein Kilogramm Crystal Meth und Kokain, 130.000 Euro in bar, mehrere Langwaffen sowie Immobilien und Sachwerte im Wert von 350.000 Euro beschlagnahmt. Dirk Waldschmidt, einer der bekanntesten Anwälte der rechtsextremen Szene in Deutschland, wird verdächtigt, den Turonen zugearbeitet und das durch Prostitution und Drogenhandel verdiente Geld gewaschen zu haben. Er wurde im März 2021 in Untersuchungshaft genommen.
Im Februar 2022 erhob die Staatsanwaltschaft Gera wegen bandenmäßigen Drogenhandels und Bildung einer kriminellen Vereinigung Anklage gegen sechs Männer und drei Frauen aus der Gruppe und dem Umfeld der Turonen. Neben den Hauptvorwürfen klagte die Staatsanwaltschaft einzelne Beschuldigte auch wegen schwerer Zwangsprostitution, Geldwäsche und wegen Verstoßes gegen das Waffengesetz an.
Im Juni 2022 führten die Landespolizeibehörden von Thüringen, Schleswig-Holstein und Berlin im Zuge von fünf Ermittlungsverfahren, die sich gegen insgesamt zehn Beschuldigte aus der Bruderschaft Thüringen richten, Razzien in 26 Objekten durch. Beschlagnahmt wurden unter anderem Bargeld, Anabolika, gefälschte Impfpässe, ein alter amerikanischer Streifenwagen, Handys mit Verschlüsselungssoftware und eine Harley-Davidson. Außerdem wurden sieben Männer festgenommen. Drei der Festgenommenen gehören laut der Staatsanwaltschaft Gera zur Bruderschaft, zwei weitere sollen ihr nahe stehen. Die anderen beiden Festgenommenen haben laut Polizei Geschäfte mit der Bruderschaft gemacht. Eine Person wurde in Griechenland festgenommen.
Fünf Männer und drei Frauen aus der Gruppierung der „Turonen“ haben bei einem Prozess in Erfurt wegen Drogenhandels teils lange Haftstrafen erhalten. Der Hauptangeklagte muss elf Jahre ins Gefängnis, weil er unter anderem des bandenmäßigen Handels mit Betäubungsmitteln für schuldig befunden wurde. Vom Vorwurf des Bildens einer kriminellen Vereinigung sprach ihn das Gericht frei. Fünf weitere Angeklagte erhielten Haftstrafen von vier bis acht Jahren und zwei Angeklagte wurden zu Bewährungsstrafen verurteilt (AZ: 8 KLs 801 Js 27186/20).

## Reportagen
- MDR Investigativ: Braunes Gift - Das Drogenkartell der Neonazis auf YouTube, 20. Juni 2022, abgerufen am 20. Juni 2022 (Laufzeit: 29:33 min).